# Список кардиналов, возведённых папой римским Сикстом IV
Кардиналы, возведённые Папой римским Сикстом IV — 34 прелата, клирика и мирянина были возведены в сан кардинала на восьми Консисториях за тринадцатилетний понтификат Сикста IV.
Самой большой консисторией была Консистория от 7 мая 1473 года, на которой было назначено восемь кардиналов.

## Консистория от 16 декабря 1471 года
- Пьетро Риарио, O.F.M.Conv., племянник Его Святейшества, епископ Тревизо (Папская область);
- Джулиано делла Ровере, племянник Его Святейшества, епископ Карпантраса (Папская область).

## Консистория от 7 мая 1473 года
- Филипп де Леви, архиепископ Арля (королевство Франция);
- Стефано Нардини, архиепископ Милана (Миланское герцогство);
- Аусиас Деспуг, архиепископ Монреале (королевство Сицилия);
- Педро Гонсалес де Мендоса, епископ Сигуэнсы (королевство Кастилия);
- Якопо Антонио Веньер, епископ Куэнки (Папская область);
- Джованни Баттиста Чибо, епископ Мольфетты (Папская область);
- Джованни Арчимбольди, епископ Новары (Миланское герцогство);
- Филибер Угоне, епископ Макона (королевство Франция).

## Консистория от 18 декабря 1476 года
- Жорже да Кошта, архиепископ Лиссабона (королевство Португалия);
- Карл II де Бурбон, архиепископ Лиона (королевство Франция);
- Педро Феррис, епископ Тарасоны (королевство Арагон);
- Джованни Баттиста Меллини, епископ Урбино (герцогство Урбино);
- Пьер де Фуа младший, O.F.M., епископ Ванна (королевство Франция).

## Консистория от 10 декабря 1477 года
- Кристофоро делла Ровере, архиепископ Тарантеза (Папская область);
- Джироламо Бассо делла Ровере, племянник Его Святейшества, епископ Реканати (Папская область);
- Георг Хеслер, апостольский протонотарий, советник император Фридриха III (Священная Римская империя);
- Габриэле Рангоне, O.F.M.Obs., епископ Эгера (королевство Венгрия);
- Пьетро Фоскари, primicerius кафедрального собора Святого Марка (Венецианская республика);
- Джованни Арагонский, апостольский протонотарий, сын неаполитанского короля Фердинанда I (королевство Сицилия);
- Рафаэль Сансони Риарио, апостольский протонотарий (Папская область).

## Консистория от 10 февраля 1478 года
- Доменико делла Ровере, апостольский субдиакон (Папская область).

## Консистория от 15 мая 1480 года
- Паоло Фрегозо, архиепископ Генуи (Генуэзская республика);
- Косма Орсини, O.S.B., архиепископ Трани (Папская область);
- Ферри де Клюньи, епископ Турне (королевство Франция);
- Джованни Баттиста Савелли, апостольский протонотарий (Папская область);
- Джованни Колонна, апостольский протонотарий (Папская область).

## Консистория от 15 ноября 1483 года
- Джованни Конти, архиепископ Концы (Папская область);
- Эли де Бурдей, O.F.M.Obs., архиепископ Тура (королевство Франция);
- Хуан Маргарит-и-Пау, епископ Жироны (королевство Арагон);
- Джованни Джакомо Скьяффинати, епископ Пармы (Папская область);
- Джованни Баттиста Орсини, апостольский протонотарий (Папская область).

## Консистория от 17 марта 1484 года
- Асканио Мария Сфорца, епископ Павии (Миланское герцогство).